# ナカン
ナカン株式会社（ナカン、英文社名：NAKAN CORPORATION）は、千葉県千葉市に本社を置く液晶製造装置を製造、販売するメーカーである。
液晶パネル用の配向膜印刷装置は世界で9割のトップシェア。

## 主力製品・事業
- 液晶パネル用の配向膜印刷装置

## 主要事業所
- 本社 - 千葉県千葉市花見川区千種町312番地
- 佐倉工場 - 千葉県佐倉市太田2071
- 西日本営業所 - 京都府京都市下京区七条通り油小路東入ル大黒町227番地 第2キョートビル4F北室
- ソウル営業所 - 京畿道水原市長安區松竹洞496-23(晟日 B/D 503)
- 台北事務所 - 台北市建國北路1段15號8F(富台大樓)
- 上海事務所 - 上海市中山南路760號

## 沿革
- 1937年 - 設立。
- 1945年 - 東京から千葉へ移転。
- 1947年 - オフセット校正機の製造販売。
- 1976年 - LCD配向塗布機の開発に成功する。
- 1980年 - LCDの研究と開発を続けた結果、実用機537型を完成し日立製作所に納入する。また、別の開発機で新聞印刷用製版印刷機を完成。東京朝日新聞社に納入し朝日新聞社 社長賞を戴く。
- 1983年 - 事業の発展に伴いCIで商号を変更、ナカン株式会社となり、英文名NAKAN CORPORATIONとなる。
- 1986年 - 世界初コンピュータ付自動給排紙装置の4色校正機を完成する。
- 1987年 - 創立50周年。
- 1990年 - 本社にクラス10,000のクリーンルームを完成。本格的な試験が可能になる。
- 1991年 - 本社ビル完成。
- 1995年 - 代表取締役に小田嶋 孝が就任する。
- 1995年 - 京都サービスセンターを設立する。
- 1995年 - 韓国 ソウル営業所開設。
- 2000年 - 台湾 台北事務所開設。
- 2001年 - 中国 上海事務所開設。
- 2001年 - 資本金を5,000万円に増資する。
- 2002年 - 業務拡大により佐倉工場新設。(12,914平方メートル)
- 2002年 - 資本金を1億円に増資する。
- 2004年 - 資本金を3億円に増資する。
- 2005年 - 資本金を8億円に増資する。
- 2006年 - 資本金を13億7600万円に増資する。
- 2009年 - 民事再生手続き開始
- 2009年 - 代表取締役に佐藤良久が就任する
- 2009年 - ヘリオステクノホールディング(株)との事業譲渡に関する基本合意締結。ナカンテクノ（株）を設立。

## 主要関係会社

### 国内グループ企業
- オリジナル・プリンティング・マシン

### 海外グループ企業
- CARYS Corp.
- WI-A Corporation
- 大和玉山殿有限公司
- SONIA TECHNOLOGY Co., Ltd.
- 上海久慈液顕設備材料有限公司

### 関係企業
- ナカンテクノ
- ヘリオス　テクノ　ホールディング